# Astragalus applegatei
Astragalus applegatei es una rara especie de planta herbácea perteneciente a la familia de las leguminosas. Es originaria de Norteamérica. 

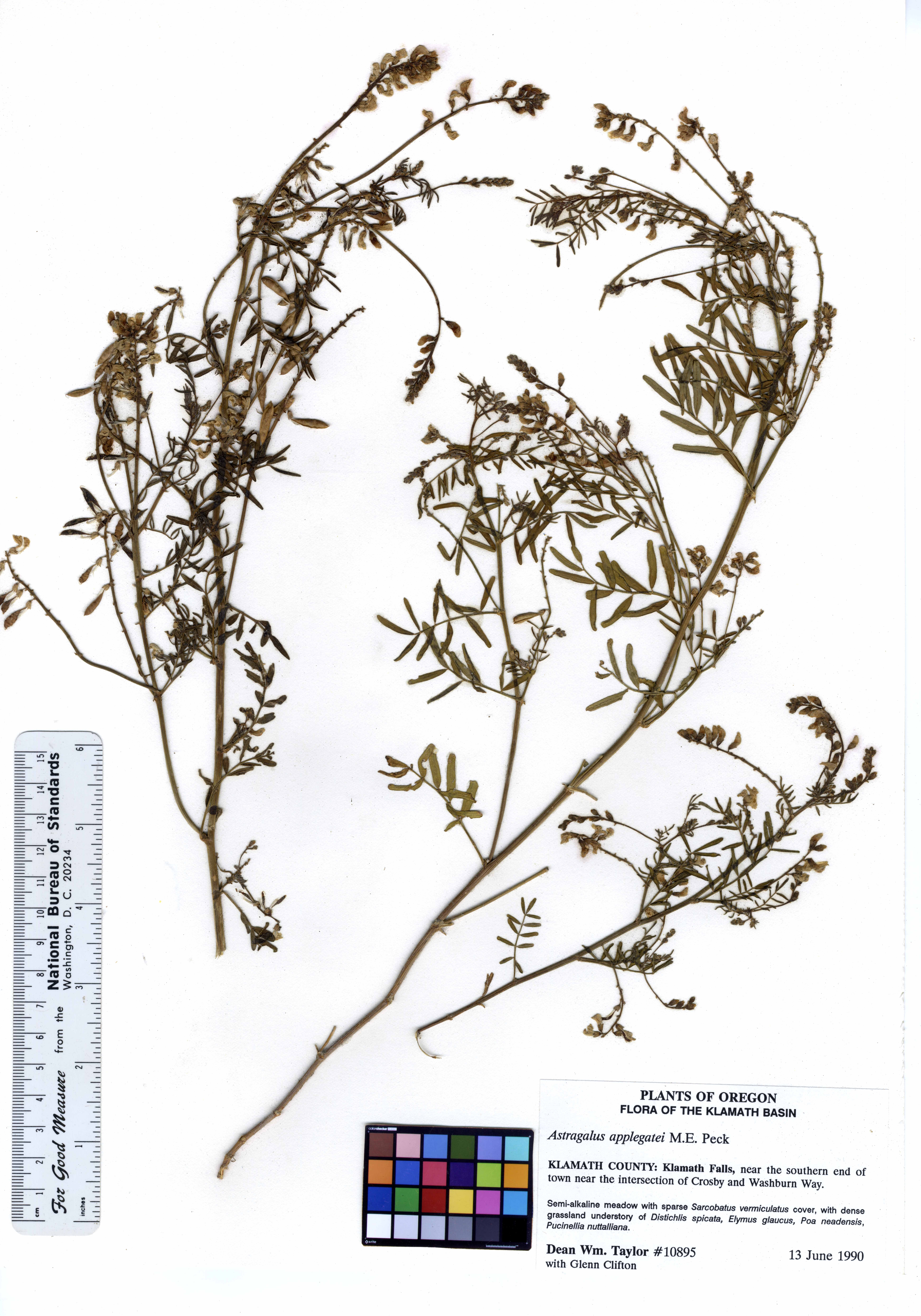
Muestra de herbario

## Descripción
La planta es una hierba perennifolia con tallos postrados que se desarrollan de una raíz pivotante. Se pueden formar alfombras de casi un metro de ancho y 40 centímetros de altura. Las hojas miden hasta 8 centímetros de largo y cada una está formada por varios pares de foliolos de 1 o 2 centímetros de largo. La inflorescencia se presenta en forma de racimo. La flor tiene forma de copa del cáliz con los dientes de los sépalos recubiertos de pelos negros. La corola es de color blanquecino a la lavanda con puntas de color morado en los pétalos. El fruto es una vaina de leguminosa púrpura moteada de más o menos un centímetro de largo.

## Distribución y hábitat
Es endémica del condado de Klamath, Oregón, donde se conocen tres poblaciones, una de las cuales se compone de sólo tres plantas. Gran parte del hábitat restante se encuentra seriamente amenazada por el desarrollo, la introducción de otras especies de plantas, y otras causas. Está incluida en una lista federal de especies en peligro de extinción de los Estados Unidos.
El hábitat natural de la planta es la llanura de inundación de temporada con suelos alcalinos, que forma parte de la cuenca del Klamath.
La mayor de las tres poblaciones se encuentra en tierra que es parcialmente propiedad y están protegidos por The Nature Conservancy, pero las otras partes son vulnerables al desarrollo. La segunda y tercera poblaciones son muy pequeñas y no pueden sobrevivir. Había una vez una cuarta de la población, pero fue destruida cuando en su hábitat se hizo una tienda de comestibles y un concesionario de automóviles.

## Taxonomía
Astragalus applegatei fue descrita por  Morton Eaton Peck y publicado en Proceedings of the Biological Society of Washington 49(24): 111. 1936.
Etimología
Astragalus: nombre genérico derivado del griego clásico άστράγαλος y luego del Latín astrăgălus aplicado ya en la antigüedad, entre otras cosas, a algunas plantas de la familia Fabaceae, debido a la forma cúbica de sus semillas parecidas a un hueso del pie.
applegatei: epíteto otorgado en honor del botánico Elmer Ivan Applegate. 